# 大同市第六人民医院
大同市第六人民医院，简称大同市六医院，是位于中华人民共和国山西省大同市南郊区西韩岭乡西韩岭村、隶属于大同市卫生局的一家公立精神病专科医院。大同市六医院于1979年建院，建院时址设新荣区，1991年时迁至南郊区西韩岭村今址。现院址占地面积14.75亩，建筑面积8010平方米，拥有编制床位100张，实际开放床位248张。 大同市六医院新院址已在2009年12月7日奠基，目前正在建设中，总投资达1.3亿人民币。新院址位于南郊区三井村南环路西延线旁。规划中，新址建设用地101亩，建筑面积36880平方米，设病床500张，设计日均门诊量200人。